# Ptycholaimellus slacksmithi
Ptycholaimellus slacksmithi is een rondwormensoort uit de familie van de Chromadoridae. De wetenschappelijke naam van de soort is voor het eerst geldig gepubliceerd in 1969 door Inglis.